# أساطير حضرية وادعاءات السفر عبر الزمن
هناك روايات مختلفة عن أشخاص زعموا أنهم سافروا عبر الزمن حسب ما ذكرت الصحف أو انتشر عبر شبكة الإنترنت. وقد تحولت هذه الروايات إما إلى خدع أو استندت على افتراضات غير صحيحة ومعلومات ناقصة، أو تفسير الخيال إلى قصص حقيقية، وقد اعترف بالعديد منها بأنها أساطير حضرية.

## المسافرين

### شارلوت آن موبرلي وإليانور جوردان

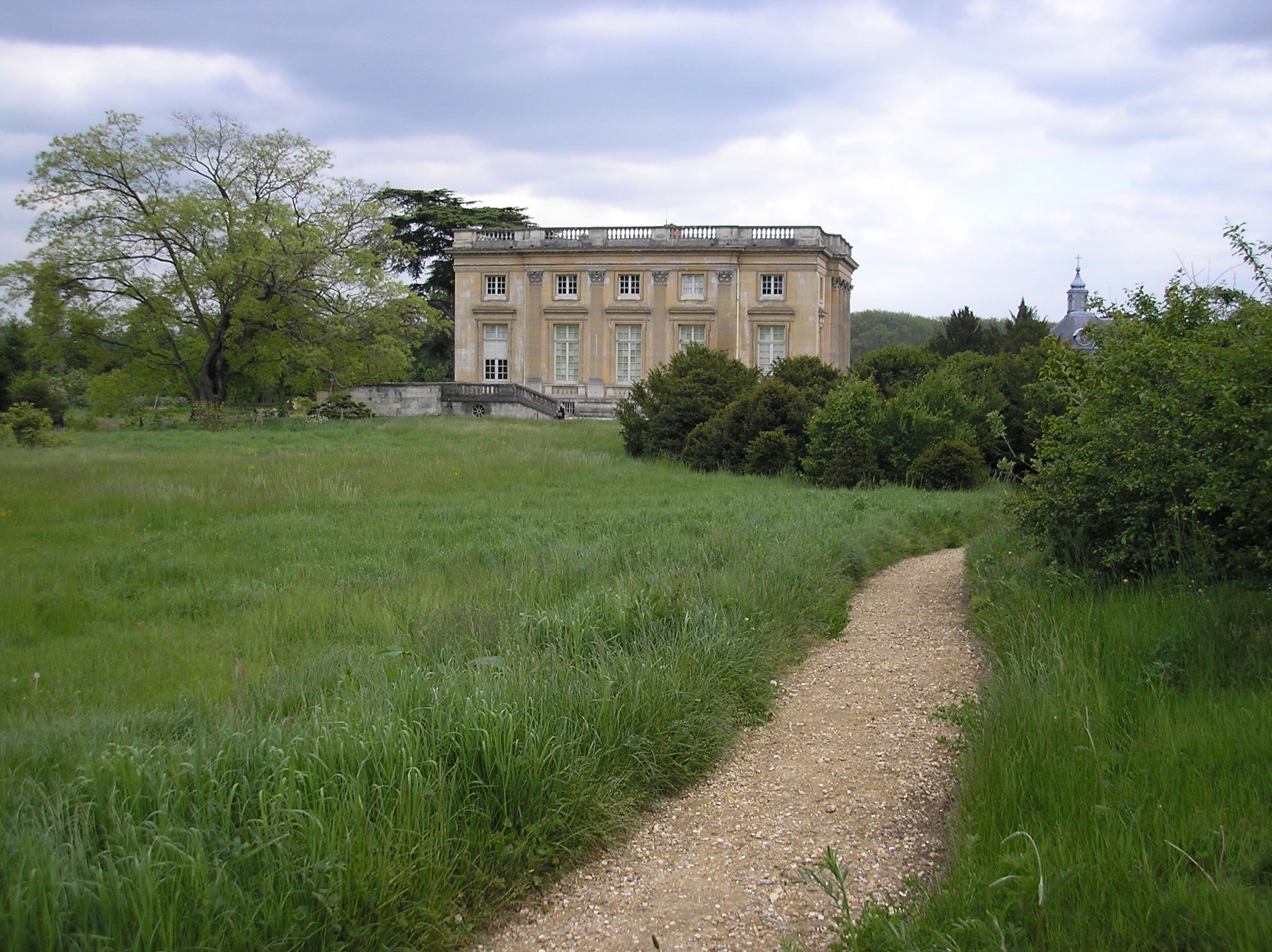
بيتي تريانون في عام 2005، حيث وقعت الحادثة المزعومة

تشير حادثة موبرلي - جوردان، أو أشباح بيتي تريانون أو فرساي (بالفرنسية: les fantômes du Trianon / les fantômes de Versailles) إلى ادعاءات شارلوت آن موبرلي (1846-1937) واليانور جوردان (1863-1924) للسفر عبر الزمن والأماكن المسكونة. في عام 1911، نشرت موبرلي وجوردان كتابًا بعنوان (An Adventure «مغامرة»)، تحت اسم «اليزابيث موريسون» و«فرانسيس لامونت». يوضح كتابهما الزيارة التي قاما بها إلى بيتي تريانون، القصر الصغير في أراضي قصر فرساي حيث ادعيا أنهما شاهدوا أشباحا احدها لملكة فرنسا ماري أنطوانيت. سببت قصتهما ضجة كبيرة، وأصبحت عرضة للسخرية.

### المسافرة عبر الزمن في فيلم لتشابلن
في أكتوبر 2010، رفع صانع الأفلام الأيرلندي الشمالي جورج كلارك في اليوتيوب مقطع فيديو بعنوان «شابلن المسافر عبر الزمن». يحلل المقطع مادة إضافية في قرص DVD من فيلم السيرك لتشارلي شابلن. في هذا القرص الرقمي مشهد للعرض الأول من فيلم في لوس أنجلوس في مسرح غرومان الصيني في عام 1928. وفي لقطة معينة، يشاهد امرأة تمشي وهي تمسك بشيء في جانب أذنها. يقول كلارك إنه عند الفحص عن قرب تبين أنها كانت تتحدث إلى جهاز أسود رفيع كان يبدو أنه «هاتف». واستنتج كلارك إلى أن المرأة ربما كانت مسافرة عبر الزمن. وقد تلقى هذا المقطع ملايين الزيارات وكان موضوع للقصص الإخبارية في التلفاز.
يقول نيكولاس جاكسون المحرر المشارك في مجلة ذا أتلانتيك، أن الجواب المحتمل لهذه اللقطة هو أنها كانت تستعمل جهاز سمعي مساعد، وهي تقنية مساعدة بدأ تطويرها في ذلك الوقت. يعتقد فيليب كروسكا، أمين أرشيف مكتبة برنارد بيكر الطبية في جامعة واشنطن في سانت لويس، أن المرأة ربما كانت تمسك بوق أذن مستطيل الشكل. ويقول الكاتب في صحيفة نيويورك ديلي نيوز «مايكل شيريد» إن الجهاز ربما كان من أوائل المعينات السمعية وربما صنع بواسطة اكوستيكون.

### هبستر الزمن الحاضر عند افتتاح الجسر في 1941

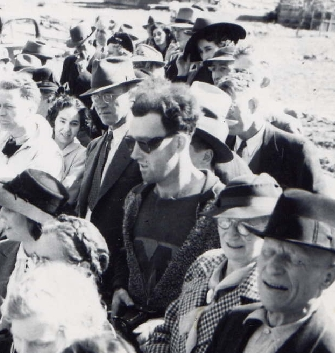
"هبستر السفر عبر الزمن"

التقطت صورة في عام 1941 لإعادة فتح جسر ساوث فورك في جولد بريدج، الواقع في كولومبيا البريطانية، ويزعم أن فيها أحد المسافرين عبر الزمن. وذلك لأنه كان يرتدي ملابس ونظارات شمسية تستخدم في يومنا هذا وهي ليست من الأزياء المعروفة في عقد الأربعينيات.
بعض المقترحات تقول أن ظهور الرجل في هذا الوقت قد لا يكون جديدا. فقد ظهرت موضة النظارات الشمسية لأول مرة في العقد 1920. عند النظرة الأولى للرجل يعتقد أنه يرتدي تي شيرت مطبوع، ولكن عند الفحص الدقيق يبدو أنها سترة مع شعار مخيط، وهي نوع من الملابس التي كانت ترتديها الفرق الرياضية في تلك الفترة. والقميص يشابه بشكل كبير لتلك التي يستخدمها فريق مونتريال مارونز للهوكي الجليدي من تلك الحقبة. وبالنسبة لبقية ملابسه فيبدو أنها كانت متوفرة في ذلك الوقت، بالرغم من أن ملابسه أكثر حداثة من تلك التي يرتديها الآخرين في الصورة.
تدور النقاشات حول هل الصورة تظهر مسافراً حقيقياً، أو انه تلاعب فيها أو ببساطة غلطة باعتبارها مفارقة تاريخية. أصبح «حب السفر عبر الزمن» حالة للدراسة في ظواهر الإنترنت الفيروسية في المتاحف التي عرضت في مؤتمر متاحف وويب 2011 في فيلادلفيا، ولاية بنسيلفانيا.